# Torneo di Viareggio 2023
Il Torneo di Viareggio 2023 è stata la settantatreesima edizione del torneo calcistico internazionale, riservato alle formazioni giovanili e organizzato dal CGC Viareggio. La competizione si è svolta tra il 20 marzo e il 3 aprile ed è stata vinta dal Sassuolo per la seconda volta consecutiva, la terza volta nella sua storia.
Da questa edizione, il torneo è tornato ad essere riservato alle formazioni Primavera, e non più alle squadre Under-18, come successo nell'edizione precedente. Inoltre, il torneo è ritornato ad ospitare 32 partecipanti, otto in più rispetto all'anno prima.

## Squadre partecipanti

### Squadre italiane
- Arezzo[5][6]
- Benevento[7]
- Bologna[8]
- Carrarese[9]
- Empoli[10]
- Fiorentina[11]
- Grosseto (Subentrato)[12][13]
- Imolese[14][15]
- Monterosi Tuscia[16]
- Pisa[15][17]
- Pontedera[15]
- Rappres. Serie D[18]
- Sampdoria[19]
- San Donato Tavarnelle (Subentrato)[20]
- Sassuolo[21]
- Seravezza (Subentrato)[22]
- SPAL[23]
- Torino[24][25]

### Altre squadre europee
- Atromītos[26] -
- Honvéd[15] -
- Jovenes Promesas[15] -
- Ruch L'viv[27] -

### Squadre nordamericane
- F.A. Euro New York[15] -
- U.Y.S.S. New York[28] -
- Westchester United[29] -

### Squadre sudamericane
- Don Torcuato[30] -
- Sport Recife[31] -

### Squadre africane
- Kallon[15] -
- Ladegbuwa[32] -
- Mavlon[33] -
- Olympique Thiessois[15] -

### Squadre oceaniane
- APIA Leichhardt[34] -

## Date
La cerimonia dei sorteggi si è svolta il 23 febbraio 2023, ore 11:00 CET.
| Fase          | Turno            | Sorteggio        | Date             |
| ------------- | ---------------- | ---------------- | ---------------- |
| Fase a gironi | 1º giornata      | 23 febbraio 2023 | 20-21 marzo 2023 |
| Fase a gironi | 2º giornata      | 23 febbraio 2023 | 22-23 marzo 2023 |
| Fase a gironi | 3º giornata      | 23 febbraio 2023 | 24-25 marzo 2023 |
| Fase finale   | Ottavi di finale | 23 febbraio 2023 | 28 marzo 2023    |
| Fase finale   | Quarti di finale | 23 febbraio 2023 | 30 marzo 2023    |
| Fase finale   | Semifinali       | 23 febbraio 2023 | 1º aprile 2023   |
| Fase finale   | Finale           | 23 febbraio 2023 | 3 aprile 2023    |

## Formato

### Fase a gironi
I 32 club partecipanti sono stati divisi in otto gironi da quattro squadre ciascuno.
- Le 32 squadre saranno divise in 8 gironi (1, 2, 3, 4, 5, 6, 7, 8), composti da 4 squadre. Saranno nominate, a giudizio insindacabile della Società organizzatrice, le teste di serie.
- Verranno quindi formati due gruppi A e B.

Il gruppo A comprenderà i gironi 1, 2, 3, 4 e il gruppo B comprenderà i gironi 5, 6, 7, 8.
Le squadre si incontreranno in gare di sola andata della durata di 90 minuti.
Le classifiche saranno redatte in base ai seguenti criteri: 3 (tre) punti per ogni gara vinta, 1 (uno) punto per ogni gara terminata in parità, 0 (zero) punti per la sconfitta.
In caso di parità di punteggio valgono i criteri in ordine elencati:
- Esito incontri diretti;
- Differenza reti negli incontri diretti fra le squadre a parità di punti;
- Differenza reti nel totale degli incontri disputati nel Girone;
- Maggior numero di reti segnate sul totale degli incontri disputati nel Girone;
- Età media più bassa della lista dei calciatori iscritti al Torneo;

Saranno ammesse alla fase successiva le due squadre meglio classificate di ciascun girone.

### Ottavi di finale
Le 16 squadre così individuate sono ammesse alla fase ad eliminazione diretta. Sono formati gli accoppiamenti tra le 8 (otto) prime classificate e le 8 (otto) seconde classificate.
Saranno formati gli accoppiamenti nella maniera seguente. In ordine di classifica, le 4 (quattro) squadre prime classificate del Gruppo A formeranno il Gruppo 1 in qualità di teste di serie e formeranno gli Ottavi 1, 3, 5 e 7. Le 4 (quattro) seconde classificate del Gruppo A passeranno al Gruppo 2 e saranno abbinate per l’accoppiamento alle squadre teste di serie del Gruppo B. Così vale per il Gruppo B: le 4 (quattro) prime squadre classificate formeranno le teste di serie del Gruppo 2 e formeranno gli Ottavi 2, 4, 6 e 8. La 4 (quattro) squadre seconde classificate del Gruppo B saranno abbinate per gli accoppiamenti alle teste di serie del Gruppo A. In ordine inverso alla rispettiva classifica, la migliore prima classificata incontrerà la quarta migliore seconda classificata, la seconda miglior prima classificata incontrerà la terza miglior seconda classificata e così via a incrocio. La quarta miglior prima classificata incontrerà la prima miglior seconda classificata. Eseguiti i relativi accoppiamenti le squadre si incontreranno tra di loro in gara unica ad eliminazione diretta. In caso di parità al termine dei tempi regolamentari, per determinare la squadra vincente si procederà all’esecuzione dei calci di rigore, secondo le modalità dell’I.F.A.B., nelle decisioni relative alla regola 10.3 del Regolamento Giuoco Calcio.

### Quarti di finale
Saranno ammesse ai quarti di finale le otto squadre vincenti. Gli accoppiamenti dei quarti di finale, nominate quattro teste di serie in base al palmares e a giudizio insindacabile della società organizzatrice del torneo, saranno determinati per sorteggio formando così i gruppi 1 e 2. Le squadre si incontreranno fra loro in gara unica a eliminazione diretta. In caso di parità di punteggio al termine dei tempi regolamentari, si dovrà procedere all’esecuzione dei calci di rigore secondo le modalità dell’I.F.A.B., nelle decisioni relative alla regola 10.3 del Regolamento Giuoco Calcio.

### Semifinali
Le squadre vincenti del gruppo 1 e quelle vincenti del gruppo 2 saranno accoppiate fra loro e disputeranno le semifinali con le modalità previste per i Quarti di Finale. In caso di parità di punteggio al termine dei tempi regolamentari, si dovrà procedere all’esecuzione dei rigori secondo le modalità dell’I.F.A.B., nelle decisioni relative alla regola 10.3 del Regolamento Giuoco Calcio.

### Finale
Le vincenti delle due semifinali disputeranno la finale. In caso di parità dopo i tempi regolamentari si disputeranno due tempi supplementari di 15 (quindici) minuti ciascuno; se dopo i due tempi supplementari dovesse sussistere ancora la parità, si procederà al tiro alternato dei calci di rigore fino alla determinazione della squadra vincente con le modalità previste nella fase precedente.

## Fase a gironi

### Gruppo A

#### Girone 1
| Squadra             | P.ti | G | V | P | S | GF | GS | DR |
| ------------------- | ---- | - | - | - | - | -- | -- | -- |
| Sassuolo            | 7    | 3 | 2 | 1 | 0 | 6  | 2  | +4 |
| Carrarese           | 5    | 3 | 1 | 2 | 0 | 4  | 2  | +2 |
| Olympique Thiessois | 4    | 3 | 1 | 1 | 1 | 2  | 3  | -1 |
| Ruch L'viv          | 0    | 3 | 0 | 0 | 3 | 0  | 5  | -5 |

| Arbitro: | Chisari (Livorno) |

|             |           |  |
| Caragea 90’ | Marcatori |  |

| Carrara 20 marzo 2023, ore 15:00 CET 1ª giornata | Olympique Thiessois | 0 – 0 | Carrarese | Stadio dei Marmi\| Arbitro: \| Di Legge (Pisa) \| |
| Arbitro:                                         | Di Legge (Pisa)     |       |           |                                                   |

| Arbitro: | Lorenzi (Pistoia) |

|                                           |           |  |
| Petrosino 51’ Mata 63’ (rig.) Baldari 90’ | Marcatori |  |

| Arbitro: | Di Girolamo (Lucca) |

|  |           |                          |
|  | Marcatori | 5’ Criscuolo 83’ Bagnoli |

| Arbitro: | Monti (Firenze) |

|                       |           |                           |
| Carega 57’ Casini 89’ | Marcatori | 8’ Provedello 84’ Nazzaro |

| Arbitro: | Menta (Piombino) |

|  |           |                      |
|  | Marcatori | 81’ Malang 90’ Djigo |

#### Girone 2
| Squadra         | P.ti | G | V | P | S | GF | GS | DR  |
| --------------- | ---- | - | - | - | - | -- | -- | --- |
| Torino          | 7    | 3 | 2 | 1 | 0 | 15 | 1  | +14 |
| Pontedera       | 4    | 3 | 1 | 1 | 1 | 5  | 10 | -5  |
| Don Torcuato    | 3    | 3 | 0 | 3 | 0 | 3  | 3  | 0   |
| APIA Leichhardt | 1    | 3 | 0 | 1 | 2 | 4  | 13 | -9  |

| Arbitro: | Biagini (Lucca) |

|                                                                     |           |  |
| Iacovoni 5’, 51’ Marchioro 47’ Giovannini 57’ Ceschin 84’ Ceica 87’ | Marcatori |  |

| Arbitro: | Ermini (Genova) |

|            |           |                |
| Bossio 36’ | Marcatori | 41’ Di Giacomo |

| Arbitro: | Erriquez (Firenze) |

|                      |           |            |
| Vaiarelli 90’ (rig.) | Marcatori | 73’ Bonvin |

| Arbitro: | Calise (Piombino) |

|                                    |           |                                                      |
| Pusateri 18’ Soultis 44’ Duffy 51’ | Marcatori | 15’ Conticelli 55’ Passa 69’ Salvadori 88’ Casadidio |

| Arbitro: | Latini (Empoli) |

|                                                                                     |           |  |
| Corona 3’, 36’, 43’ Giovannini 11’ Gabellini 57’, 82’ Iacovoni 65’ Ceica 89’ (rig.) | Marcatori |  |

| Arbitro: | Fantoni (Valdarno) |

|           |           |               |
| Lopez 49’ | Marcatori | 61’ Mettivier |

#### Girone 3
| Squadra               | P.ti | G | V | P | S | GF | GS | DR  |
| --------------------- | ---- | - | - | - | - | -- | -- | --- |
| Empoli                | 9    | 3 | 3 | 0 | 0 | 7  | 2  | +5  |
| Benevento             | 6    | 3 | 2 | 0 | 1 | 13 | 4  | +9  |
| San Donato Tavarnelle | 1    | 3 | 0 | 1 | 2 | 4  | 7  | -3  |
| Westchester United    | 1    | 3 | 0 | 1 | 2 | 3  | 14 | -11 |

| Arbitro: | Norci (Arezzo) |

|                                 |           |  |
| Seghi 25’ Masini 29’ Crasta 85’ | Marcatori |  |

| Arbitro: | Corti (Prato) |

|               |           |                                   |
| Travaglini 5’ | Marcatori | 28’ Veltri 34’ Di Serio 82’ Manzi |

| Arbitro: | Nafra (Valdarno) |

|                                  |           |                           |
| De Ferdinando 34’ Bocci 52’, 58’ | Marcatori | 80’ Calonaci 88’ Costatin |

| Arbitro: | Noto (Pisa) |

|                        |           |                                                                                      |
| Arevalo 80’ Mackic 82’ | Marcatori | 20’ Carfora 37’ Di Serio 45+3’ (rig.), 52’, 56’, 72’ Rossi 54’, 59’, 64’, 68’ Ciprio |

| Arbitro: | Giannini (Pontedera) |

|           |           |  |
| Bocci 41’ | Marcatori |  |

| Arbitro: | Donati (Chiavari) |

|           |           |                |
| Mackic 4’ | Marcatori | 46’ Costantini |

#### Girone 4
| Squadra | P.ti | G | V | P | S | GF | GS | DR |
| ------- | ---- | - | - | - | - | -- | -- | -- |
| Honvéd  | 7    | 3 | 2 | 1 | 0 | 6  | 4  | +2 |
| Pisa    | 4    | 3 | 1 | 1 | 1 | 3  | 3  | 0  |
| SPAL    | 4    | 3 | 1 | 1 | 1 | 3  | 3  | 0  |
| Kallon  | 1    | 3 | 0 | 1 | 2 | 6  | 8  | -2 |

| Arbitro: | Rinaldi (Empoli) |

|              |           |           |
| Carrozzo 53’ | Marcatori | 86’ Braun |

| Arbitro: | Solito (Piombino) |

|                        |           |                                 |
| Dumbuya 47’ Koroma 50’ | Marcatori | 22’ Redzic 28’ (rig.) Panicucci |

| Arbitro: | Zampini (Ravenna) |

|                            |           |           |
| Martinelli 19’ Puletto 43’ | Marcatori | 46’ Karim |

| Arbitro: | Poggianti (Livorno) |

|                  |           |  |
| Basic 61’ (aut.) | Marcatori |  |

| Arbitro: | Pezzatini (Firenze) |

|  |           |             |
|  | Marcatori | 73’ Coppola |

| Arbitro: | Bagni (Prato) |

|                                              |           |                                      |
| Atrok 4’ Simon 24’ Koszovscsuk 49’ Braun 68’ | Marcatori | 20’ Sesay 27’ Gono 66’ (rig.) Conteh |

### Gruppo B

#### Girone 5
| Squadra            | P.ti | G | V | P | S | GF | GS | DR  |
| ------------------ | ---- | - | - | - | - | -- | -- | --- |
| Fiorentina         | 9    | 3 | 3 | 0 | 0 | 13 | 1  | +12 |
| Monterosi Tuscia   | 6    | 3 | 2 | 0 | 1 | 4  | 4  | 0   |
| Seravezza          | 3    | 3 | 1 | 0 | 2 | 3  | 7  | -4  |
| F.A. Euro New York | 0    | 3 | 0 | 0 | 3 | 3  | 11 | -8  |

| Arbitro: | Buchignani (Livorno) |

|                                    |           |            |
| Presta 24’, 26’, 45’ Sene 64’, 71’ | Marcatori | 81’ Ablaye |

| Arbitro: | Macca (Pisa) |

|  |           |            |
|  | Marcatori | 7’ Boncori |

| Arbitro: | Mascelloni (Grosseto) |

|                                     |           |  |
| Harder 20’ Presta 30’, 60’ Sene 77’ | Marcatori |  |

| Arbitro: | Iglio (Pistoia) |

|  |           |                              |
|  | Marcatori | 35’, 81’ Metawie 73’ Boncori |

| Arbitro: | Martini (Arezzo) |

|                                      |           |  |
| Sene 51’, 74’ Mignani 78’ Ievoli 89’ | Marcatori |  |

| Arbitro: | Improda (Empoli) |

|               |           |                                    |
| Faye 67’, 69’ | Marcatori | 20’ Cherubini 46’ Conti 90’ Remedi |

#### Girone 6
| Squadra           | P.ti | G | V | P | S | GF | GS | DR  |
| ----------------- | ---- | - | - | - | - | -- | -- | --- |
| Sampdoria         | 9    | 3 | 3 | 0 | 0 | 13 | 2  | +11 |
| Grosseto          | 6    | 3 | 2 | 0 | 1 | 6  | 4  | +2  |
| Arezzo            | 3    | 3 | 1 | 0 | 2 | 3  | 6  | -3  |
| U.Y.S.S. New York | 0    | 3 | 0 | 0 | 3 | 0  | 9  | -9  |

| Arbitro: | Isnardi (Albenga) |

|                                                |           |  |
| Ntanda 7’ Leonardi 18’, 35’, 38’ Portaccio 68’ | Marcatori |  |

| Arbitro: | Marchi (Siena) |

|                   |           |                    |
| Generali 39’, 52’ | Marcatori | 90+1’ (rig.) Zhupa |

| Arbitro: | Cazacu (Albenga) |

|                                |           |                              |
| Leonardi 43’, 75’ Rossello 90’ | Marcatori | 2’ Moscatelli 30’ Battistoni |

| Arbitro: | Mazzi (Prato) |

|  |           |                |
|  | Marcatori | 56’, 58’ Zhupa |

| Arbitro: | Mazzoni (Chiavari) |

|                                                      |           |  |
| Tozaj 6’ Chilafi 7’, 60’ Leonardi 75’ Straccio 90+1’ | Marcatori |  |

| Arbitro: | Macchini (Pistoia) |

|  |           |                                   |
|  | Marcatori | 29’ (rig.) Rotondo 30’ Moscatelli |

#### Girone 7
| Squadra          | P.ti | G | V | P | S | GF | GS | DR  |
| ---------------- | ---- | - | - | - | - | -- | -- | --- |
| Bologna          | 9    | 3 | 3 | 0 | 0 | 12 | 0  | +12 |
| Mavlon           | 6    | 3 | 2 | 0 | 1 | 6  | 3  | +3  |
| Atromītos        | 3    | 3 | 1 | 0 | 2 | 2  | 8  | -6  |
| Jovenes Promesas | 0    | 3 | 0 | 0 | 3 | 1  | 10 | -9  |

| Arbitro: | Trabucco (Chiavari) |

|                                               |           |  |
| Mazia 32’, 65’ Busato 51’ (rig.) Oliverio 83’ | Marcatori |  |

| Arbitro: | Bello (Empoli) |

|                                |           |  |
| Omale 12’, 40’ Ejeh 45’ (rig.) | Marcatori |  |

| Arbitro: | Bo (Livorno) |

|                                |           |  |
| Busato 18’ Mazia 45’ Ebone 50’ | Marcatori |  |

| Arbitro: | Giacomelli (Pisa) |

|                           |           |             |
| Pizanis 24’ Tsantilas 37’ | Marcatori | 40’ Mariano |

| Arbitro: | Danesi (Pistoia) |

|                                                                           |           |  |
| Bernacci 15’ Busato 19’ Mazia 51’ (rig.) Paterlini 72’ Corsi 90+4’ (rig.) | Marcatori |  |

| Arbitro: | Serbishti (Arezzo) |

|  |           |                          |
|  | Marcatori | 10’, 58’ Agada 38’ Ekele |

#### Girone 8
| Squadra                 | P.ti | G | V | P | S | GF | GS | DR |
| ----------------------- | ---- | - | - | - | - | -- | -- | -- |
| Rappresentativa Serie D | 6    | 3 | 2 | 0 | 1 | 8  | 3  | +5 |
| Sport Recife            | 4    | 3 | 1 | 1 | 1 | 5  | 4  | +1 |
| Imolese                 | 4    | 3 | 1 | 1 | 1 | 4  | 6  | -2 |
| Ladegbuwa               | 3    | 3 | 1 | 0 | 2 | 3  | 7  | -4 |

| Arbitro: | Bulletti (Prato) |

|                                                   |           |  |
| Barbera 14’ Castellini 26’ Cupani 30’ Bonetti 75’ | Marcatori |  |

| Arbitro: | Passaglia (Lucca) |

|                           |           |                         |
| Victor Gabriel 85’ (rig.) | Marcatori | 28’ Gbolahan 36’ Akande |

| Arbitro: | Rosini (Arezzo) |

|            |           |                                                        |
| Cupani 77’ | Marcatori | 24’ Matheus Henrique 55’ Thiago 90+5’ Marcelo Henrique |

| Arbitro: | Giovannini (Prato) |

|            |           |                                             |
| Godwun 45’ | Marcatori | 52’ Cesari 65’ (rig.) Antognoni 81’ Spatari |

| Arbitro: | Marino (Pisa) |

|                               |           |  |
| Opoola 23’, 38’ Giacchino 78’ | Marcatori |  |

| Arbitro: | Ghelardoni (Pisa) |

|              |           |             |
| Duarte 90+7’ | Marcatori | 87’ Zannoni |

## Fase a eliminazione diretta
|  | Ottavi di finale        | Ottavi di finale        | Ottavi di finale        |                         |                  | Quarti di finale | Quarti di finale | Quarti di finale |  |  | Semifinali | Semifinali | Semifinali |  |  | Finale | Finale | Finale |  |
|  |                         |                         |                         |                         |                  |                  |                  |                  |  |  |            |            |            |  |  |        |        |        |  |
|  | Fiorentina              | Fiorentina              | 4                       |                         |                  |                  |                  |                  |  |  |            |            |            |  |  |        |        |        |  |
|  | Fiorentina              | Fiorentina              | 4                       |                         |                  |                  |                  |                  |  |  |            |            |            |  |  |        |        |        |  |
|  | Pontedera               | Pontedera               | 0                       |                         |                  |                  |                  |                  |  |  |            |            |            |  |  |        |        |        |  |
|  | Pontedera               | Pontedera               | 0                       |                         | Fiorentina (dtr) | Fiorentina (dtr) | 0 (3)            |                  |  |  |            |            |            |  |  |        |        |        |  |
|  |                         |                         |                         |                         | Fiorentina (dtr) | Fiorentina (dtr) | 0 (3)            |                  |  |  |            |            |            |  |  |        |        |        |  |
|  |                         |                         | Honvéd                  | Honvéd                  | 0 (2)            |                  |                  |                  |  |  |            |            |            |  |  |        |        |        |  |
|  | Honvéd                  | Honvéd                  | Honvéd                  | Honvéd                  | 0 (2)            | 2                |                  |                  |  |  |            |            |            |  |  |        |        |        |  |
|  | Honvéd                  | Honvéd                  |                         |                         |                  |                  |                  |                  |  |  |            |            |            |  |  |        |        |        |  |
|  | Mavlon                  | Mavlon                  | 1                       |                         |                  |                  |                  |                  |  |  |            |            |            |  |  |        |        |        |  |
|  | Mavlon                  | Mavlon                  | 1                       |                         | Fiorentina       | Fiorentina       | 1                |                  |  |  |            |            |            |  |  |        |        |        |  |
|  |                         |                         |                         |                         |                  |                  |                  |                  |  |  |            |            |            |  |  |        |        |        |  |
|  |                         |                         | Sassuolo                | Sassuolo                | 3                |                  |                  |                  |  |  |            |            |            |  |  |        |        |        |  |
|  | Sampdoria               | Sampdoria               | Sassuolo                | Sassuolo                | 3                | 4                |                  |                  |  |  |            |            |            |  |  |        |        |        |  |
|  | Sampdoria               | Sampdoria               |                         |                         |                  |                  |                  |                  |  |  |            |            |            |  |  |        |        |        |  |
|  | Carrarese               | Carrarese               | 0                       |                         |                  |                  |                  |                  |  |  |            |            |            |  |  |        |        |        |  |
|  | Carrarese               | Carrarese               | 0                       |                         | Sampdoria        | Sampdoria        | 1                |                  |  |  |            |            |            |  |  |        |        |        |  |
|  |                         |                         |                         |                         | Sampdoria        | Sampdoria        | 1                |                  |  |  |            |            |            |  |  |        |        |        |  |
|  |                         |                         | Sassuolo                | Sassuolo                | 2                |                  |                  |                  |  |  |            |            |            |  |  |        |        |        |  |
|  | Sassuolo                | Sassuolo                | Sassuolo                | Sassuolo                | 2                | 4                |                  |                  |  |  |            |            |            |  |  |        |        |        |  |
|  | Sassuolo                | Sassuolo                |                         |                         |                  |                  |                  |                  |  |  |            |            |            |  |  |        |        |        |  |
|  | Grosseto                | Grosseto                | 0                       |                         |                  |                  |                  |                  |  |  |            |            |            |  |  |        |        |        |  |
|  | Grosseto                | Grosseto                | 0                       |                         | Sassuolo         | Sassuolo         | 2                |                  |  |  |            |            |            |  |  |        |        |        |  |
|  |                         |                         |                         |                         |                  |                  |                  |                  |  |  |            |            |            |  |  |        |        |        |  |
|  |                         |                         | Torino                  | Torino                  | 1                |                  |                  |                  |  |  |            |            |            |  |  |        |        |        |  |
|  | Torino                  | Torino                  | Torino                  | Torino                  | 1                | 5                |                  |                  |  |  |            |            |            |  |  |        |        |        |  |
|  | Torino                  | Torino                  |                         |                         |                  |                  |                  |                  |  |  |            |            |            |  |  |        |        |        |  |
|  | Monterosi Tuscia        | Monterosi Tuscia        | 0                       |                         |                  |                  |                  |                  |  |  |            |            |            |  |  |        |        |        |  |
|  | Monterosi Tuscia        | Monterosi Tuscia        | 0                       |                         | Torino           | Torino           | 3                |                  |  |  |            |            |            |  |  |        |        |        |  |
|  |                         |                         |                         |                         | Torino           | Torino           | 3                |                  |  |  |            |            |            |  |  |        |        |        |  |
|  |                         |                         | Rappresentativa Serie D | Rappresentativa Serie D | 1                |                  |                  |                  |  |  |            |            |            |  |  |        |        |        |  |
|  | Rappresentativa Serie D | Rappresentativa Serie D | Rappresentativa Serie D | Rappresentativa Serie D | 1                | 2                |                  |                  |  |  |            |            |            |  |  |        |        |        |  |
|  | Rappresentativa Serie D | Rappresentativa Serie D |                         |                         |                  |                  |                  |                  |  |  |            |            |            |  |  |        |        |        |  |
|  | Benevento               | Benevento               | 1                       |                         |                  |                  |                  |                  |  |  |            |            |            |  |  |        |        |        |  |
|  | Benevento               | Benevento               | 1                       |                         | Torino           | Torino           | 1                |                  |  |  |            |            |            |  |  |        |        |        |  |
|  |                         |                         |                         |                         |                  |                  |                  |                  |  |  |            |            |            |  |  |        |        |        |  |
|  |                         |                         | Bologna                 | Bologna                 | 0                |                  |                  |                  |  |  |            |            |            |  |  |        |        |        |  |
|  | Bologna                 | Bologna                 | Bologna                 | Bologna                 | 0                | 2                |                  |                  |  |  |            |            |            |  |  |        |        |        |  |
|  | Bologna                 | Bologna                 |                         |                         |                  |                  |                  |                  |  |  |            |            |            |  |  |        |        |        |  |
|  | Pisa                    | Pisa                    | 1                       |                         |                  |                  |                  |                  |  |  |            |            |            |  |  |        |        |        |  |
|  | Pisa                    | Pisa                    | 1                       |                         | Bologna (dtr)    | Bologna (dtr)    | 1 (4)            |                  |  |  |            |            |            |  |  |        |        |        |  |
|  |                         |                         |                         |                         | Bologna (dtr)    | Bologna (dtr)    | 1 (4)            |                  |  |  |            |            |            |  |  |        |        |        |  |
|  |                         |                         | Empoli                  | Empoli                  | 1 (2)            |                  |                  |                  |  |  |            |            |            |  |  |        |        |        |  |
|  | Empoli                  | Empoli                  | Empoli                  | Empoli                  | 1 (2)            | 1                |                  |                  |  |  |            |            |            |  |  |        |        |        |  |
|  | Empoli                  | Empoli                  |                         |                         |                  |                  |                  |                  |  |  |            |            |            |  |  |        |        |        |  |
|  | Sport Recife            | Sport Recife            | 0                       |                         |                  |                  |                  |                  |  |  |            |            |            |  |  |        |        |        |  |

### Ottavi di finale
| Squadra 1               | Risultato | Squadra 2        |
| ----------------------- | --------- | ---------------- |
| Bologna                 | 2 - 1     | Pisa             |
| Rappresentativa Serie D | 2 - 1     | Benevento        |
| Sassuolo                | 4 - 0     | Grosseto         |
| Sampdoria               | 4 - 0     | Carrarese        |
| Fiorentina              | 4 - 0     | Pontedera        |
| Empoli                  | 1 - 0     | Sport Recife     |
| Torino                  | 5 - 0     | Monterosi Tuscia |
| Honvéd                  | 2 - 1     | Mavlon           |

| Arbitro: | Corti (Prato) |

|                |           |                   |
| Mazia 19’, 30’ | Marcatori | 80’ (rig.) Sodero |

| Arbitro: | Borriello (Pontedera) |

|                                 |           |                |
| Opoola 63’ Giacchino 69’ (rig.) | Marcatori | 48’ Pellegrino |

| Arbitro: | Leonetti (Firenze) |

|                                         |           |  |
| Loporcaro 8’ Lolli 20’, 64’ Baldari 50’ | Marcatori |  |

| Arbitro: | Tanzella (La Spezia) |

|                                             |           |  |
| Leonardi 61’, 78’ (rig.) Portaccio 67’, 86’ | Marcatori |  |

| Arbitro: | Lachi (Siena) |

|                                 |           |  |
| Caprini 4’, 54’, 64’ Diarra 87’ | Marcatori |  |

| Arbitro: | Foresi (Livorno) |

|                |           |  |
| Vallarelli 90’ | Marcatori |  |

| Arbitro: | Avelardi (Livorno) |

|                                                  |           |  |
| Corona 35’, 46’ Gallea 55’ Rettore 70’ Ceica 77’ | Marcatori |  |

| Arbitro: | Solito (Piombino) |

|                                  |           |                   |
| Fabiankovits 36’ Kaczvinszki 40’ | Marcatori | 53’ (aut.) Vojtko |

### Quarti di finale
| Squadra 1  | Risultato       | Squadra 2               |
| ---------- | --------------- | ----------------------- |
| Fiorentina | 0 - 0 (3-2 dtr) | Honvéd                  |
| Bologna    | 1 - 1 (4-2 dtr) | Empoli                  |
| Torino     | 3 - 1           | Rappresentativa Serie D |
| Sampdoria  | 1 - 2           | Sassuolo                |

| Arbitro: | Giannini (Pontedera) |

|                                             |                      |                                              |
| Mignani Gudelevicius Padilla Mendoza Ievoli | Tiri di rigore 3 – 2 | Kaczvinski Kocsis Pinter Fabiankovits Bezzeg |

| Arbitro: | Romeo (Genova) |

|                          |                      |                                    |
| Ravaglioli 69’           | Marcatori            | 33’ Vallarelli                     |
| Maltoni Ravaglioli Ebone | Tiri di rigore 3 – 1 | Vallarelli Brugognone Cecchi Bocci |

| Arbitro: | Rinaldi (Empoli) |

|                                |           |             |
| Vaiarelli 31’ Capac 73’, 90+1’ | Marcatori | 43’ Barbera |

| Arbitro: | Galligani (Pistoia) |

|              |           |                         |
| Leonardi 60’ | Marcatori | 19’ Lolli 43’ Corradini |

### Semifinali
| Squadra 1  | Risultato | Squadra 2 |
| ---------- | --------- | --------- |
| Fiorentina | 1 - 3     | Sassuolo  |
| Torino     | 1 - 0     | Bologna   |

| Arbitro: | Zmau (Prato) |

|                  |           |                                 |
| Ofoma 82’ (rig.) | Marcatori | 7’ Loporcaro 65’ Ajayi 75’ Mata |

| Arbitro: | Noto (Pisa) |

|           |           |  |
| Capac 40’ | Marcatori |  |

### Finale
| Squadra 1 | Risultato | Squadra 2 |
| --------- | --------- | --------- |
| Sassuolo  | 2 - 1     | Torino    |

| Arbitro: | Ghersini (Genova) |

|                           |            |           |
| Corradini 22’ Baldari 77’ | Marcatori  | 27’ Capac |
| Pedone                    | Allenatori | Asta      |

## Classifica marcatori
| Gol | Rigori |  | Giocatore        | Squadra    |
| --- | ------ |  | ---------------- | ---------- |
| 9   | 1      |  | Simone Leonardi  | Sampdoria  |
| 6   | 1      |  | Andrea Mazia     | Bologna    |
| 5   |        |  | Giacomo Corona   | Torino     |
| 5   |        |  | Fallou Sene      | Fiorentina |
| 5   |        |  | Francesco Presta | Fiorentina |
| 4   | 1      |  | Riccardo Rossi   | Benevento  |

## Premi
- 13º Premio "Golden Boy":  Alexandru Capac (Torino)[41]
- Miglior portiere del torneo:  Daniel Theiner (Sassuolo)[41]
- Premio "Mauro Bellugi" al miglior difensore del torneo:  Francesco Corradini (Sassuolo)[41]
- Premio "Gianluca Signorini" al miglior difensore della finale:  Francesco Gallea Beidi (Torino)[41]
- Premio "Sergio Vatta" all'allenatore della squadra vincitrice:  Francesco Pedone (Sassuolo)[41]